# Forwardový kontrakt
Forwardový kontrakt nebo jednoduše forward je dohoda mezi dvěma stranami nakoupit nebo prodat aktivum v určitý čas v budoucnosti za určitou cenu stanovenou v současnosti. Je to opak spotového kontraktu, který představuje dohodu o koupi či prodeji aktiva v současnosti. Uzavřít forward nic nestojí. Strana zavazující se ke koupi podkladového aktiva v budoucnu zaujímá tzv. dlouhou pozici a strana zavazující se k prodeji daného aktiva v budoucnu zaujímá krátkou pozici. Dohodnutá cena se nazývá dodací cena a je rovna forwardové ceně v čase uzavření kontraktu.
Cena podkladového instrumentu, v jakékoliv formě, je zaplacena před převodem kontroly nad instrumentem. Jedná se o jednu z mnoha forem nákupních/prodejních příkazů, kdy placení a převod aktiv neprobíhá současně.[zdroj?]
Forwardová cena takového kontraktu se často liší od spotové ceny, za kterou se obchoduje v daný den. Rozdíl mezi spotovou a forwardovou cenou je forwardová prémie nebo forwardová srážka a reflektuje mj. i úrokový diferenciál.
Forwardy, tak jako jiné deriváty, mohou být použity:
- k zajištění (hedgingu) proti riziku (typicky měnovému kurzovému riziku),
- jako forma spekulace nebo
- k využití kvality podkladového aktiva, které je citlivé na čas.

Příbuzným forwardu je futures kontrakt. Forwardy jsou velmi podobné futures, až na to, že:
- nejsou přeceňovány podle momentálních tržních cen;
- nejsou obchodované na burze, protože
- ani nepatří mezi standardizovaná aktiva, nejsou unifikované (jde o ryzí OTC operaci, každá transakce je jiná);
- nemají průběžné vypořádání marží jako je tomu u futures: Protistrany nepřevádějí dodatečný majetek k zajištění smluvní strany realizující zisk z kontraktu, nýbrž celkový nerealizovaný zisk nebo ztráta (při porovnání se spotovou cenou) se kumuluje, dokud je kontrakt otevřen. V případě forwardu ovšem lze požádat protistranu o poskytnutí kolaterálu, dodatečné jistiny, v zájmu lepšího zajištění (momentálně) ziskové strany.

## Jak funguje forwardový kontrakt
Uvažujme, že Bob si chce koupit za rok dům. Zároveň předpokládejme, že Andy v současnosti vlastní dům za $100,000, který chce za rok prodat. Obě strany by spolu mohly uzavřít forward. Dejme tomu, že se domluví na prodejní ceně za rok ve výši $104,000 (proč tolik, bude rozebráno níže). Andy a Bob uzavřou forward. Bob, protože kupuje podkladové aktivum, vstupuje do dlouhé pozice. Andy bude tudíž v pozici krátké.
Předpokládejme, že po roce je tržní cena Andyho domu $110,000. Pak, protože Andy má povinnost prodat Bobovi za $104,000, Bob vydělá $6,000. To proto, že Bob může koupit od Andyho za $104,000 a ihned prodat na trhu za $110,000. Naproti tomu Andy je potenciálně $6,000 ve ztrátě, i když prakticky dostal o $4,000 víc, než byla cena před rokem.
Podobná situace nastává v případě měnových forwardů, kde jedna strana otevře forwardový kontrakt ke koupi nebo prodeji měny (např. Kanadských dolarů) se splatností k určitému budoucímu datu, protože se nechce vystavovat kurzovnímu riziku. Jak se v průběhu kontraktu mění kurz, jedna strana se stává ziskovou a druhá ztrátovou. Takový forward se pořizuje buď pro zajištění (hedging) proti pohybu kurzu, protože v budoucnu má uhradit určitou částku v Kanadských dolarech, nebo za účelem spekulace, např. opět na pohyb měnového kurzu.

## Příklad, jak by se měly domlouvat ceny forwardů
Navážeme na příklad s Andym a Bobem. Na začátku je hodnota Andyho $100,000. Andy ví, že může dům ihned prodat za $100,000 a uložit je do banky. Když vstupuje do forwardu s Bobem, chce odměnu za zpoždění prodeje. Předpokládejme, že bezriziková úroková míra, kterou může Andy získat v bance, je 4% p.a.. Za rok tedy Andy může mít $104,000 a to bez rizika. Minimální hranice pro cenu, kterou bude Andy požadovat za svůj dům, v případě prodeje až za rok, bude $104,000. Tato suma mu víceméně pokryje inflační náklady, ale už ne oportunitní ani žádné další.

## Parita Spot – Forward
Parita Spot – forward představuje spojení mezi spotovým a forwardovým trhem. Popisuje vztah mezi spotovou a forwardovou cenou podkladového aktiva ve forwardovém kontraktu. Zatímco celkový efekt lze popsat jako náklady přenosu, tento efekt lze rozdělit podle toho jestli dané aktivum:
- Generuje příjem, a pokud ano, tak jestli na nespojité nebo spojité bázi
- Vyžaduje skladovací náklady
- Je považován za investiční aktivum, což je aktivum drženo primárně za investičním účelem (např. zlato, některé dluhopisy,…) nebo za spotřební instrument, což je aktivum drženo primárně za účelem spotřeby (např. ropa, železná ruda,…)

### Investiční aktiva
Pro aktivum nepřinášející žádný příjem je vztah mezi současnou forwardovou ({\displaystyle F_{0}}) a spotovou ({\displaystyle S_{0}}) cenou je:
{\displaystyle F_{0}=S_{0}e^{rT}}
Kde {\displaystyle r} je bezriziková úroková míra a {\displaystyle T} je doba do splatnosti. Logika věci je následující. Pokud chcete vlastnit aktivum v čase T, na dokonalém kapitálovém trhu by koupě v současnosti s následným držením aktiva měla vyjít stejně jako koupě forwardu s dodáním v požadovaném čase.
Pro aktivum přinášející předem známý příjem, je vztah:
- Nespojitý: {\displaystyle F_{0}=(S_{0}-I)e^{rT}}
- Spojitý: {\displaystyle F_{0}=S_{0}e^{(r-q)T}}

kde {\displaystyle I=Ie^{r_{1}t_{1}}} je současná hodnota nespojitého příjmu v čase {\displaystyle t_{1}<T}, a {\displaystyle q\%p.a.} je kontinuální dividendový výnos po dobu životnosti kontraktu. Logika věci je následovní. Když aktivum generuje příjem, je lepší držet aktivum než forward. Proto příjem ({\displaystyle I} nebo {\displaystyle q}) musí být odečten k zohlednění tohoto benefitu. Příklad aktiva, které přináší nespojitý příjem je akcie a příklad aktiva generujícího kontinuální výnos je cizí měna.
Pro investiční aktiva, jež jsou komoditami, jako zlato nebo stříbro, musí být zohledněny náklady na skladování. Skladovací náklady můžeme brát jako 'záporný příjem' a jako příjem mohou být nespojité nebo kontinuální. Vztah je pak:
- Nespojité: {\displaystyle F_{0}=(S_{0}+U)e^{rT}}
- Kontinuální: {\displaystyle F_{0}=S_{0}e^{(r+u)T}}

kde {\displaystyle U=Ue^{r_{1}t_{1}}} je současní hodnota nespojitých skladovacích nákladů v čase {\displaystyle t_{1}\leq T}, a {\displaystyle u\%p.a.} jsou náklady na skladování kde jsou proporcionální k ceně komodity a tudíž představují záporný příjem. Logika věci je taková, že vzhledem k tomu, že skladovací náklady zvyšují konečnou cenu, musíme je připočítat k ceně spotové.

### Spotřební aktiva
Spotřební aktiva jsou obvykle nerostné komodity, které se požívají jako zdroje energie ve výrobním procesu, například ropa nebo železná ruda. Pro uživatele těchto aktiv může být výhodnější držet aktiva na skladě než vlastnit na ně forwardový kontrakt. Tyto výhody jsou možnost profitovat z krátkodobých nedostatků dané suroviny na trhu a schopnost udržet výrobu v chodu. Tyto výhody se nazývají výnos příležitostí. Pro spotřební aktiva je vztah:
- Nespojité skladovací náklady: {\displaystyle F_{0}=(S_{0}+U)e^{(r-y)T}}
- Kontinuální skladovací náklady: {\displaystyle F_{0}=S_{0}e^{(r+u-y)T}}

kde {\displaystyle y\%p.a.} je výnos příležitostí po dobu životnosti kontraktu. Jelikož výnos příležitostí je benefitem pro držitele aktiva ale nikoliv pro držitele forwardu, lze ho modelovat jako druh ‘dividendového výnosu’. Avšak je důležité poznamenat, že výnos příležitostí je nepeněžitý, spíše reflektuje očekávání trhu ohledně dostupnosti dané komodity v budoucnu. Když drží uživatelé malé zásoby dané komodity na skladě, je větší pravděpodobnost nedostatku na trhu, což znamená vyšší výnos příležitostí a naopak.

### Náklady přenosu
Vztah spotové a forwardové ceny aktiva reflektuje čisté náklady přenosu daného aktiva ve vztahu k držbě forwardu. Tedy celkové náklady a benefity uvedeny výše lze shrnout jako náklady přenosu, {\displaystyle c}. Tudíž:
- {\displaystyle F_{0}=S_{0}e^{cT}}, kde {\displaystyle c=r-q+u-y}.

## Vztah mezi forwardovou cenou a očekávanou budoucí spotovou cenou
Názor trhu na to, jaká bude budoucí spotová cena aktiva vyjadřuje očekávaná budoucí spotová cena. Klíčovou se stává otázka, jestli současná forwardová cena předpovídá budoucí spotovou cenu. Existuje mnoho různých hypotéz, které se snaží vysvětlit vztah současné forwardové ceny {\displaystyle F_{0}} a očekávané budoucí spotové ceny {\displaystyle E(S_{T})}.
Ekonomové John Maynard Keynes a John Hicks tvrdili, že obecně platí, že přirozenými uživateli hedgingu jsou ti, kteří chtějí v budoucnu komoditu prodat. Proto hedgeři budou společně držet krátkou pozici na forwardovém trhu. Druhou stranu těchto kontraktů budou držet spekulanti, kteří musí logicky zastávat pozici dlouhou. Hedgerům jde o snížení rizika a proto budou akceptovat určité ztráty z forwardových kontraktů. Spekulantům jde o zisk, takže vstoupí do kontraktu pouze pokud očekávají zisk. Takže pokud spekulanti drží dlouhou pozici, musí očekávat vyšší budoucí spotovou cenu, než je forwardová cena. Jinak řečeno, očekávaný přínos pro spekulanta v den splatnosti je:
{\displaystyle E(S_{T}-K)=E(S_{T})-K}, kde {\displaystyle K} je dodací cena v době splatnosti
Tudíž, pokud spekulanti očekávají zisk,
{\displaystyle E(S_{T})-K>0}
{\displaystyle E(S_{T})>K}
{\displaystyle E(S_{T})>F_{0}}, jelikož {\displaystyle K=F_{0}} v čase uzavření kontraktu
Vzhledem k tomu,že v dlouhodobém horizontu forwardové ceny konvergují se spotovými cenami v čase splatnosti, situace na trhu kdy {\displaystyle E(S_{T})>F_{0}}, znamená že forwardové ceny pro určitou dobu splatnosti se postupem času zvyšují. Naopak situace {\displaystyle E(S_{T})<F_{0}}, naznačuje klesající tendenci forwardových cen s určitým datem splatnosti.

## Racionální oceňování
Pokud {\displaystyle S_{t}} je spotová cena aktiva v čase {\displaystyle t}, a {\displaystyle r} je úroková míra, pak forwardová cena v budoucím čase {\displaystyle T} musí vyhovovat {\displaystyle F_{t,T}=S_{t}e^{r(T-t)}}.
Abychom to dokázali, předpokládejme že to neplatí. Pak máme dvě možnosti.
Možnost 1: Předpokládejme, že {\displaystyle F_{t,T}>S_{t}e^{r(T-t)}}. Pak investor může provést následující obchody v čase {\displaystyle t}:
1 jít do banky a vzít si úvěr ve výši {\displaystyle S_{t}} s úrokovou mírou r;
2 za tyto peníze koupit jednu akcii za {\displaystyle S_{t}};
3 vstoupit do krátkého forwardového kontraktu s náklady 0. Krátký forwardový kontrakt znamená, že investor dluží protistraně akcii v čase {\displaystyle T}.
Počáteční cena obchodů je nulová.
V čase {\displaystyle T} může provést obchody reverzní k těm,které uzavřel v čase {\displaystyle t}. Konkrétně ( zrcadlově k obchodům 1., 2. a 3. ) investor
1' splatí úvěr bance. Příjem investora je {\displaystyle -S_{t}e^{r(T-t)}};
2' uzavře krátký forward prodejem akcie za {\displaystyle F_{t,T}}. Peněžní příjem investora je teď {\displaystyle F_{t,T}} protože kupující dostává {\displaystyle S_{T}} od investora. Čistý příjem investora je {\displaystyle F_{t,T}-S_{t}e^{r(T-t)}}.
Součet příjmů 1.', 2.' a 3.' je roven {\displaystyle F_{t,T}-S_{t}e^{r(T-t)}}, což je podle hypotézy, je pozitivní. Je to zisk z arbitráže. Následně, za předpokladu, že nearbitrážní podmínky vydrží, dostáváme spor. Jde o arbitráž typu „cash and carry“.
Možnost 2: Předpokládejme, že {\displaystyle F_{t,T}<S_{t}e^{r(T-t)}}. Pak může investor provést opak toho co provedl v předchozím případě. Ale když se podíváme na výnos příležitostí, vidíme, že jestli jde o konečné množství akcií/zásob, reverzní cash and carry arbitráž není vždy možná. Záleželo by na elasticitě poptávky po forwardových kontraktech.

### Rozšíření modelu oceňování forwardů
Předpokládejme,že {\displaystyle FV_{T}(X)} je časová hodnota peněžních toků X v čase splatnosti kontraktu {\displaystyle T}. Forwardová cena je pak dána vzorcem:
{\displaystyle F_{t,T}=S_{t}e^{r(T-t)}-FV_{T}}
Peněžní toky mohou být ve formě dividend z aktiva, nebo nákladů na jeho údržbu.
Pokud tyto vztahy nevydrží, vzniká příležitost na bezrizikový zisk pomocí arbitráže, jak bylo ukázáno výše. Jeden ze závěrů, který z toho vyplývá je, že přítomnost forwardového trhu nutí spotové ceny reflektovat současná očekávání budoucích cen. Následně, forwardové ceny trvanlivých komodit, cenných papírů nebo měn nejsou lepším indikátorem budoucí ceny než spotová cena. Vztah mezi forwardovou a spotovou cenou je řízená úrokovými mírami.
Výše uvedený model oceňování forwardů může být formulován i takto:
{\displaystyle F_{t,T}=(S_{t}-I_{t})e^{r(T-t)}}
Kde {\displaystyle I_{t}} je hodnota v čase t všech peněžních toků po dobu životnosti kontraktu.

## Teorie proč existují forwardové kontrakty
Allaz a Vila (1993)[zdroj?] naznačují, že je i strategický důvod (v prostředí nedokonalé konkurence) pro existenci forwardových obchodů: Jinými slovy, že forwardové obchody mohou být použity i ve světě bez nejistoty. To proto, že firmy jsou vedeny Stackelbergovou pobídkou k předvídání své produkce prostřednictvím forwardových kontraktů.